# Vila Tereza (Karlovy Vary)
Vila Tereza, původně Theresa, poté známa jako vila Nobel, později vila Sokol, se nachází v lázeňské části Karlových Varů ve čtvrti Westend v ulici Zámecký vrch 916/32. Byla postavena v roce 1890, podle jiného zdroje 1891.

## Historie
V roce 1888 byl zpracován zastavovací plán a vytyčeny stavební linie pro novostavbu s názvem Villa Theresa na parcele severně od Královské vily. Pro Theresii Fasoltovou, majitelku Královské vily, ji podle plánů architekta Josefa Němečka postavila v roce 1890, event. 1891, stavební firma Příhoda a Němeček z Vídně.
Vila sloužila jako lázeňský penzion. Theresie Fasoltová ji vlastnila ještě v roce 1930. V témže roce byli zapsáni noví majitelé Teller, Karl, Ernst, Alfred, Rudolf a Emil Hosser, Johana a Martha Knollovy a Isabela Schtötter. V roce 1939 vilu vlastnily Isabella Tellerová, Marie Rosa Rougonová a Marie Theresie Fasoltová.
Po druhé světové válce byla budova znárodněna, jejím národním správcem byl Václav Mikuta. Krátce se jmenovala vila Nobel, poté Sokol.  Byla inzerována jako dům prvého řádu s celoročním provozem. Později připadla Státnímu sanatoriu Bristol.
V současnosti (leden 2021) je dům veden jako stavba občanského vybavení v majetku společnosti Bristol Group s. r. o.

## Popis

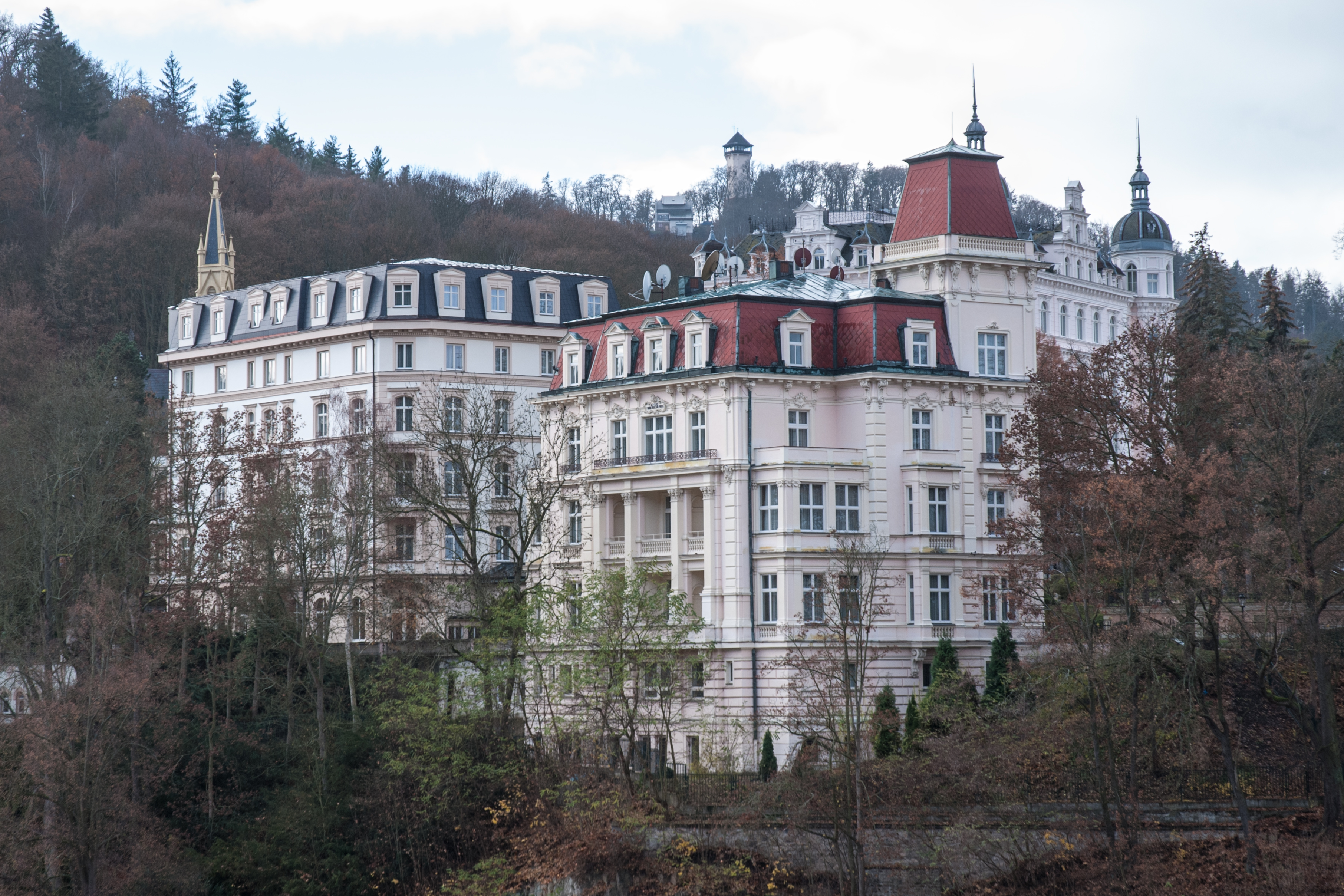
V popředí vila Tereza, vlevo Královská vila, za nimi Bristol Palace, v pozadí rozhledna Diana

Dvoupatrová vila s podkrovím se nachází ve čtvrti Westend v ulici Zámecký vrch 32, č. p. 916. Byla postavena ve stylu pozdního historismu.
Stojí na pravidelném půdorysu s vystupujícími rizality a jehlancovou věží na severozápadním nárožní. Vstupní průčelí je orientováno na jih. Po obou stranách vstupu jsou předsazeny sloupy, které nesou rizalit zakončený ve druhém patře balkonem. Sloupy mají dekorativní hlavice zdobeny atypicky lázeňskými pohárky. Na východním průčelí, které je orientováno do centra města, jsou do rizalitu vloženy lodžie. Stojí přes dvě podlaží na pilířích s kompozitními hlavicemi na způsob piana nobile. Střecha je mansardová s vikýři s trojúhelnými frontony. Interiér byl zcela přebudován a modernizován.

## Zajímavost
Dne 16. června 1892 zde byla ubytována manželka Františka Josefa I. císařovna Alžběta Bavorská, zvaná Sissi. I když císařská kancelář písemně požádala starostu města o zachování inkognita císařovny, její pobyt v lázních se neutajil.